# Cornélius van der Geest
Cornélius van der Geest, né en 1575 et décédé le 10 mars 1638, est un négociant en épices, bourgeois d'Anvers, doyen de la corporation des merciers, qui consacra sa fortune à soutenir des artistes anversois et à se constituer une riche collection de peintures et de sculptures.

## Biographie

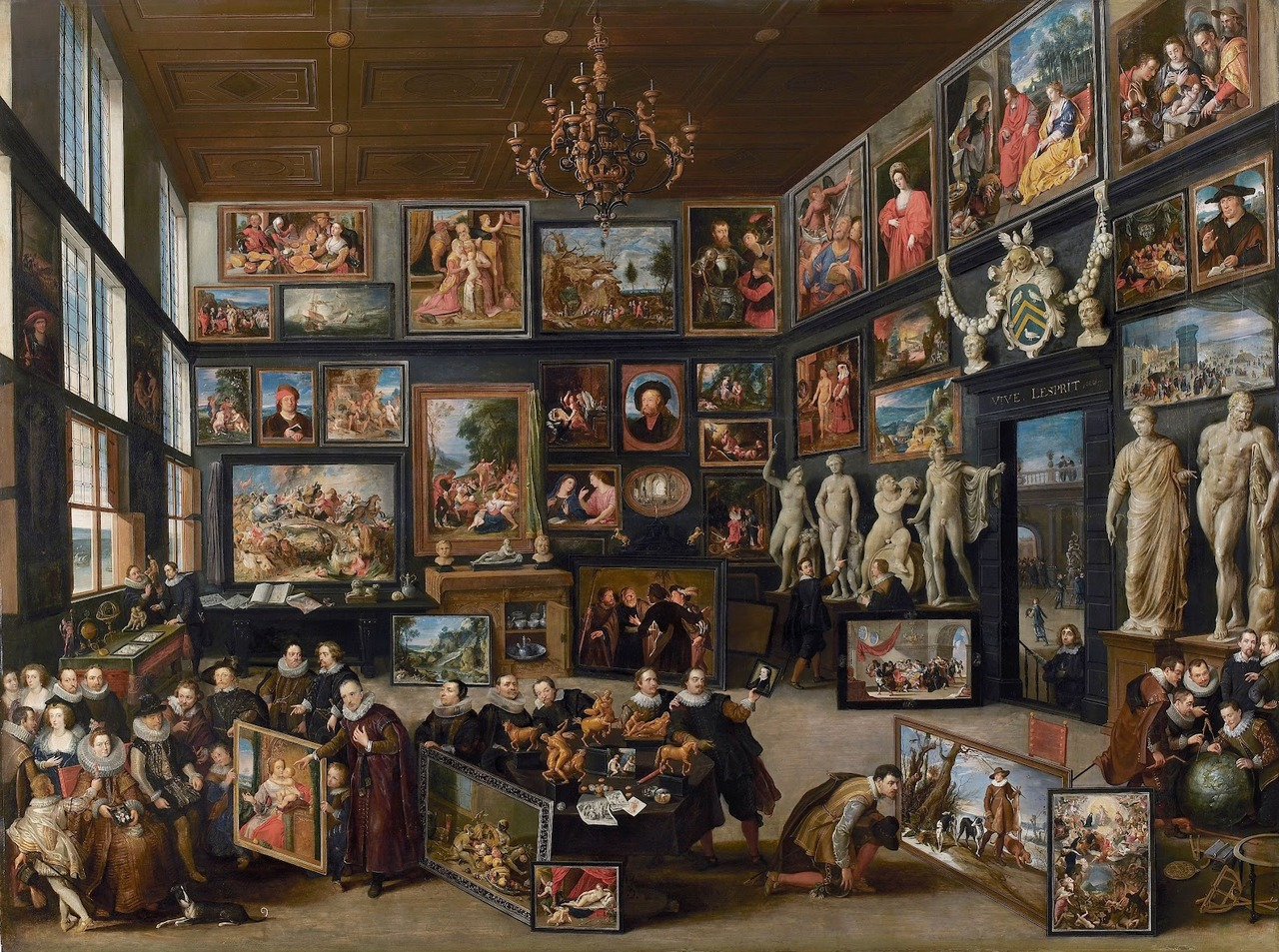
Le Cabinet d'art de Cornélius van der Geest, par Willem van Haecht, 1628.

Cornélius van der Geest fut lui-même portraituré par Antoine van Dyck vers 1620 tandis que Willem van Haecht fit en 1628 une représentation de son cabinet de curiosité, en réalité un cabinet d'art privé constitué par un amateur éclairé, appelée à cette époque constcamer (par opposition au wondercamer, ne contenant pas d'artificiala, d'œuvres d'art) ; la peinture montre, entre autres, la visite des archiducs Albert et Isabelle, gouverneurs des Pays-Bas catholiques.
Cette vue quasi photographique du cabinet d'art permet de distinguer diverses œuvres picturales célèbres qui faisaient partie de la collection de Van der Geest : on y distingue deux peintures de Quentin Matsys, dont une Madone, la Femme à sa toilette de Jan Van Eyck, une nature morte de Frans Snyders, Cérès tournée en dérision de Adam Elsheimer, Danaé de Van Haecht, la Bataille des Amazones et un portrait de Paracelse par Rubens (aujourd'hui au musée royal des beaux-arts de Belgique), Groupe de paysans avec une femme cuisant des couques par Pieter Aertsen, portrait d'Apelle par Johannes Wierix et des sculptures comme ces copies de la Vénus de Médicis, de l'Hercule Farnèse et de l'Apollon du Belvédère.
Au-dessus du chambranle de la porte figurent la devise de Cornélius van der Geest en français : VIVE L'ESPRIT (jeu de mots sur son nom de famille Geest signifiant « esprit ») ainsi que son armes avec trois colombes symboles du Saint-Esprit.
Le peintre Willem van Haecht qui était aussi le conservateur de cette collection en fit encore deux autres vues[Où ?].

## Influences littéraires
Ce tableau est cité par Georges Perec dans son roman Un cabinet d'amateur (1979), où l'on découvre un riche entrepreneur en brasserie de la communauté allemande de Pittsburgh, Hermann Raffke se faire représenter lui-même en 1913 par le peintre Heinrich Kurz, au milieu des toiles de sa collection.